# Religia Słowian

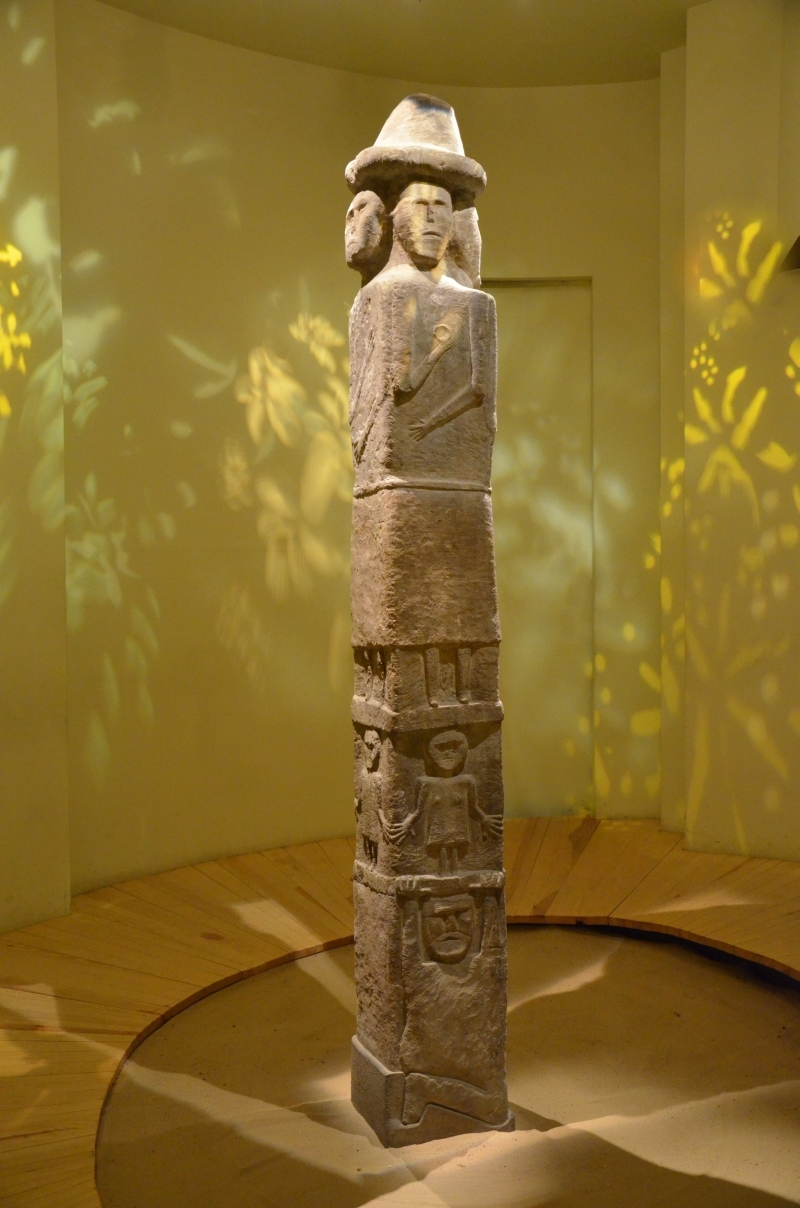
Światowid ze Zbrucza, IX w. (2013)

Religia Słowian – zespół rodzimych wierzeń, mitów i praktyk kultowych właściwych dla ludów słowiańskich, w zależności od stanowiska badawczego zaliczany do systemów religii politeistycznych, polidoksyjnych, animistycznych z akcentami totemistycznymi, panteistycznymi, szamanistycznymi i być może dualistycznymi, funkcjonujący do XIX wieku, a częściowo do dzisiaj.
Informacje o religii Słowian w okresie przed rozpoczęciem chrystianizacji w niewielkim stopniu dotrwały w źródłach do dzisiaj. Nie zachowały się bezpośrednie źródła pisane, a jedynie okazyjne relacje chrześcijańskie i muzułmańskie odnośnie pojedynczych zwyczajów, bóstw czy świątyń. Wierzenia są dziś jednak szerzej odtwarzane dzięki bogatym zasobom tekstów przekazywanych ustnie, spisywanych od XIX wieku, synkretyzmowi oraz związanemu z nim faktowi, że wiara w tradycyjne duchy i treści mityczne zaczęła na szerszą skalę zanikać dopiero w trakcie drugiej rewolucji przemysłowej, wraz z rozwojem nauki i techniki.

## Ogólny zarys
System wierzeń dawnych Słowian stanowi jeden z trudniejszych obszarów badań nad ich kulturą i ustrojem społecznym. Z jednej strony, z ostatnich stuleci mamy bogaty zbiór mitów oraz poświadczenia zachowanej wiary w istoty nadprzyrodzone, z drugiej zaś źródła starsze. Znane źródła pisemne z okresu średniowiecza pisane są zazwyczaj z perspektywy wywyższającej chrześcijaństwo (łac. interpretatio christiana) lub – w przypadku późniejszych tekstów – przedstawiającej wierzenia Słowian na wzór modelu antycznego pogaństwa śródziemnomorskiego (łac. interpretatio antiqua). Dysponujemy także źródłami archeologicznymi, które w odróżnieniu od tekstowych obejmują znacznie szerszy okres dziejów. Nowe odkrycia i postępy w dziedzinie prac archeologicznych stale powiększają możliwości poznania religii Słowian, są przy tym jednak trudniejsze w interpretacji. Duże znaczenie mają badania z obszaru etnografii, wskazujące na trwanie w słowiańskiej kulturze ludowej wielu przeżytków dawnych wierzeń, także po dziś dzień. Innym istotnym obszarem badań w tym zakresie jest językoznawstwo, dostarczające ustaleń dotyczących m.in. wymowy i powiązań genetycznych poszczególnych imion bóstw.
W ciągu swojego rozwoju religia Słowian nie była systemem izolowanym, lecz ulegała różnorodnym wpływom zewnętrznym. W wiekach przełomu I tysiąclecia p.n.e. i I tys. n.e. wskazuje się wpływy celtyckie (w fazie wcześniejszej), a także rzymskie, trackie i sarmackie (w fazie późniejszej). Od III-IV wieku n.e. datowane są oddziaływania koczowniczych ludów ze wschodu: indoeuropejskich (głównie Sarmatów) oraz środkowoazjatyckich (tureckich i mongolskich). Prawdopodobny wpływ na wierzenia i praktyki Słowian miały również prądy religijne Persji Sasanidów związane z kultem ognia.
Wiadomości na temat słowiańskich bóstw w źródłach chrześcijańskich dotyczą przede wszystkim Słowiańszczyzny wschodniej i częściowo połabskiej. Źródła ruskie z końcowego etapu kształtowania się średniowiecznej religii Słowian wspominają o kulcie Peruna i innych bóstw z tzw. „panteonu Włodzimowierzowego”, a także Welesa jako boga bydła. Znane są również imiona Swaróg, Swarożyc oraz Dadźbóg, interpretowane jako dotyczące jednej, dwóch lub trzech postaci. Są one poświadczone w tekstach źródłowych i nazwach miejscowych tak ze wschodu, jak i z zachodu Słowiańszczyzny. Z terenów zachodniosłowiańskich dobrze poświadczony jest kult Świętowita w Arkonie (niekiedy rozciągany przez badaczy na całą Słowiańszczyznę), a także Trzygłowa i innych bóstw.
Najlepiej znaną, a zarazem najbardziej rozwiniętą postać wierzenia słowiańskie przyjęły wśród Słowian połabskich i pomorskich, gdzie w zorganizowanej formie przetrwało do roku 1168 i upadku sanktuarium w Arkonie. Najbardziej znaczące zmiany, jakie zaszły w nim na Połabszczyźnie pod wpływem kontaktów z chrześcijaństwem, dotyczyły pojawienia się świątyń oraz wyodrębnionego i zorganizowanego stanu kapłańskiego. Ponadto ze względu na specyficzną sytuację polityczno-ustrojową połabska odmiana religii Słowian nabrała charakteru militarnego.
Chrystianizacja Słowian, połączona ze wsparciem struktur kościelnych dla rozwoju ustroju feudalnego, do XII wieku objęła wszystkie państwa słowiańskie. W swej wczesnej fazie była jednak głównie formalna i powierzchowna; w praktyce aż do XIII wieku obszary wiejskie pozostawały pogańskie, ponadto do XI wieku wybuchło kilka buntów wymierzonych jednocześnie w chrystianizację i feudalizację. W kolejnych wiekach pewne wierzenia i praktyki trwały wśród ludności mimo oporu ze strony kościoła, a z czasem coraz mocniej łączyły się z chrześcijaństwem. Niektóre aspekty synkretyzmu pogańsko-chrześcijańskiego pozostały żywe do dziś, zaś szczególnie dużo obrzędów, tańców i pieśni o rodowodzie przedchrześcijańskim przetrwało na obszarze zdominowanym przez chrześcijaństwo wschodnie. Chrześcijaństwo rzymskie z kolei walczyło z kontynuacją dawnych obyczajów (a także częściowo starało się je wchłonąć) aż do początku XX wieku, gdy ostatecznie przerwały ją procesy społeczne wywołane przez industrializację i uwłaszczenie chłopów.

## Źródła i stan badań

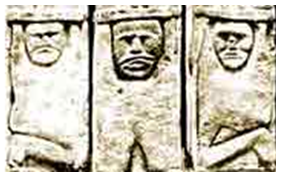
Przypuszczalne wyobrażenie Welesa-Trzygłowa w dolnej partii tzw. Światowida ze Zbrucza

### Rodzaje źródeł
W wysiłkach na rzecz rekonstrukcji obrazu dawnych wierzeń Słowian hiszpański badacz Juan Álvarez-Pedrosa wyróżnił trzy obszary źródłowe, na których się wspierają. Są to:
1. nawiązania do praktyk niechrześcijańskich obecne u autorów średniowiecznych;
2. odkrycia archeologiczne;
3. wnioski wysuwane na podstawie folkloru rozumianego jako forma spłyconego pogaństwa (ang. degraded paganism).

Z wyżej wymienionych jedynie źródła archeologiczne dają bezpośrednie świadectwo praktyk religijnych pogańskich Słowian. Są one jednak trudne w interpretacji bez wsparcia tekstualnego, co otwiera pole do odmiennych interpretacji. Wiemy również, że treści kultowe i magiczne związane były z większością wytworów materialnych społeczeństw pierwotnych, w związku z czym trudności może dostarczać już samo odróżnienie przedmiotów używanych w życiu codziennym i gospodarczym od tych przeznaczonych wyłącznie celom kultowym. Z kolei rekonstrukcje oparte na materiale folklorystycznym stwarzają ryzyko postrzegania jako rdzennie słowiańskich uniwersalnych praktyk, związanych z obrzędowością rolniczą i odnajdywanych w niemal wszystkich typach cywilizacji.

#### Źródła pisane
Na tle innych pogańskich systemów religijnych Europy, religia Słowian w momencie przed rozpoczęciem chrystianizacji oraz kilka wieków po, była jedną z najrzadziej zapisywanych. Znane źródła pisemne z okresu średniowiecza pisane są zazwyczaj z perspektywy wywyższającej chrześcijaństwo lub – w przypadku późniejszych tekstów – przedstawiającej wierzenia Słowian na wzór modelu antycznego pogaństwa śródziemnomorskiego (łac. interpretatio antiqua).
Wszystkie znane teksty dotyczące wierzeń pogańskich Słowian zostały spisane przez autorów będących chrześcijanami lub muzułmanami. Większość z nich wypowiadała się o religii Słowian w nieprzychylny sposób, żywiąc głębokie przekonanie o jej przyrodzonej niższości względem wierzeń monoteistycznych i konieczności jej zniszczenia, także z użyciem przemocy. Nieliczne wyjątki od tej zasady stanowią autorzy przejawiający zainteresowanie obcymi praktykami religijnymi, wśród których można wymienić piszących w grece Prokopiusza z Cezarei, Maurycjusza, Konstantyna VII, a także piszącego po łacinie Adama z Bremy, których teksty wydają się być względnie neutralne światopoglądowo.
Prokopiusz z Cezarei w Historii wojen opisał zwyczaje Sklawenów, którzy w VI wieku atakowali Cesarstwo Bizantyńskie. Kilka zdań poświęcił on także ich wierzeniom. Dużo wzmianek na temat religii pogańskiej występuje w licznych źródłach dotyczących Rusi i Połabia – opisują między innymi nazwy bóstw, lokalizacje posągów, szczegółowe opisy świątyń czy praktyki magiczne.
Część informacji można znaleźć w tekstach arabskiego podróżnika Al-Masudiego, odwiedzającego kraje zachodniosłowiańskie, który wspominał między innymi o świątyniach nad wodą, posążkach i otworach na wschodzące słońce.
Ważniejsze źródła stanowią m.in. ruska Powieść doroczna (opisy kultu pogańskiego sprzed przyjęcia chrztu w 988), niemiecka Kronika Thietmara (opis połabskiej świątyni w Radogoszczy), czy czeska Kronika Czechów Kosmasa (specyficzny opis wróżb wskazujący na istnienie wiedźm).
Najstarsze teksty z terenu Polski pochodzą z czasów późniejszych. Pierwsi kronikarze, Gall Anonim i Wincenty Kadłubek, praktycznie nie zajmowali się zapisywaniem wątków związanych religią przedchrześcijańską. Także przy okazji wzmiankowania o reakcji pogańskiej w latach 30. XI wieku nie wspominali o jej religijnym podłożu. Kolejne źródła polskie pojawiają się w późnym średniowieczu – informacje na temat imion bogów i miejsc kultu odnotował Jan Długosz, próbując podać ich odpowiedniki Rzymskie. Opisał on też synkretyzm w Zielonych Świątkach, ujawniając iż pochodzi ono w rzeczywistości od święta pogańskiego zwanego Stadem.

### Metody badawcze

#### Metoda porównawcza
Etnolodzy i religioznawcy, szczególnie w ostatnich latach, starają się odtwarzać kulty rodzime metodami porównawczymi. Odszukują oni relikty wierzeń pogańskich w opowieściach z czasów już chrześcijańskich, starając się wskazać w którym miejscu Bóg, diabeł czy określony święty w rzeczywistości zastępuje postać pogańskiego bóstwa lub demona ze znacznie starszej opowieści. Różne inne aspekty folkloru – obyczaje, rodzime święta, praktyki magiczne, czy same sposoby postrzegania świata, zarówno już wymarłe, jak i wciąż istniejące mogą naprowadzać na ślad wierzeń pogańskich. Coraz istotniejsze stają się także metody archeologiczne, pozwalające odnajdywać dawne świątynie lub miejsca kultu. Przykładem może być odkryta w latach 90. XX wieku świątynia pogańska we Wrocławiu, pochodząca prawdopodobnie z okresu wspomnianej już reakcji pogańskiej.

#### Teoria religii
Rozwój teorii religii – mechanizmów sterujących powstawaniem i rozwojem religii w powiązanych ze sobą kulturach lub w skali całej ludzkości – stanowi coraz ważniejszy element badań nad rodzimą wiarą Słowian. Szczególne znaczenie mają tutaj ogólne wnioski dotyczące ludów indoeuropejskich, wiązane z badaniami G. Dumezila, a także koncepcją brikolażu antropologa Claude’a Lévi-Straussa.

#### Metody historyczne
Metoda oparta na wyłącznej analizie informacji pochodzących z kronik dokumentujących bezpośrednie kontakty z poganami lub posługująca się surowymi danymi archeologicznymi wyklucza pełniejsze odtworzenie wierzeń słowiańskich w okresie przedpiśmiennym. W efekcie analizy samych źródeł możliwe jest jedynie wskazanie głównych elementów religii i domniemanie potencjalnych, obcych wpływów. Niemożliwe jest natomiast za pomocą tej metody uchwycenie rozwoju czasowego czy różnic regionalnych. Tezę taką postanowił w latach 90. między innymi Stanisław Urbańczyk, który w swoich pracach jednoznacznie uznał tę metodę za niewystarczającą, zwracając uwagę na długą historię błędnych prób analizy religii Słowian. W podobnych słowach wypowiedział się także piszący w tym okresie Jerzy Strzelczyk.

### Kwestie terminologiczne
Większość nowszych badań nad religiami politeistycznymi wykazuje, że nie można rozdzielnie pojmować mitologii i religii z jej aspektem kultowym. Badania te zwykle odnoszone były do religii świata antycznego, jednak z powodzeniem można się do nich odwołać także w przypadku systemu wierzeń słowiańskich. Cytując Andrzeja Szyjewskiego, w takich społecznościach jak słowiańska mamy do czynienia z jednością ontologii i teologii – ontoteologią. Nie istniało, jak w świecie współczesnym i religiach monoteistycznych, wyraźne rozdzielenie świata sacrum i profanum – to, co nadprzyrodzone i uświęcone, przejawiało się we wszelkich aspektach codziennego życia. Dlatego błędem wydaje się rozdzielne rozumienie lub opisywanie mitologii i religii słowiańskiej. Tym bardziej, że trudno mówić o mitologii w klasycznym rozumieniu tego terminu. Zbiór mitów najpewniej nigdy nie istniał w jednolitej dla całej Słowiańszczyzny formie – od początku występowały różnice regionalne.
Stanowisko negatywne wobec interpretacji mitów Słowian, a także całego panteonu w kontekście porównań do takich dzieł jak Edda, czy Teogonia opisał Łukasz Kozak w książce Upiór. Historia naturalna, stwierdzając, że jest ona tworem badaczy kierowanych dążeniem do zbudowania elementu legendarnej, archaicznej tożsamości na wzór antycznych mitologii, zamiast lokalnych tradycji. Jego zdaniem opracowania dotyczące mitologii Słowian oparte są na fałszywym założeniu o konieczności istnienia jej w formie nie szamanistycznej, a w stylu antycznym, wskazując na rolę kompilatorów i kodyfikatorów w powstawaniu nowych, niepotwierdzonych etnograficznie mitów i wynikające z tego zróżnicowanie faktycznej ich zbieżności z wierzeniami ludowymi i lokalną obrzędowością. Jako alternatywę proponuje on porzucenie teorii skoncentrowanych wokół związków indoeuropejskich na rzecz „euroazjatyckiego animizmu” i „słowiańskiego animizmu”.

### Krytyka badań
Mimo postępującego rozwoju badań, do wyników pracy religioznawców i etnologów należy podchodzić z rezerwą. M. Eliade stwierdził, że próba odtworzenia historii religii słowiańskiej jest skazana na niepowodzenie. Wątpliwości wyrażają nawet badacze w rodzaju A. Szyjewskiego, entuzjastycznie podchodzący do metod rekonstrukcjonistycznych, semiotycznych czy komparatystycznych. Z kolei Łukasz Kozak wezwał do odrzucenia metod komparatystycznych na rzecz skupienia się na przetrwałych elementach demonologii i mitologii, dokumentowanych od XIX wieku.

## Wierzenia

### Mitologia

#### Mit kosmogoniczny
Choć nie zachował się bezpośredni przekaz słowiańskiego mitu o stworzeniu świata, antropolodzy i religioznawcy starają się odnajdywać relikty w późniejszych, ludowych chrześcijańskich opowieściach. Jedną z najczęstszych propozycji jest identyfikacja tzw. mitu wyłowienia z wierzeniami dawnych Słowian. Mit ten występuje w różnych kulturach, często w znacznie zmienionych wersjach. Do dziś żywy jest także wśród Słowian. Zgodnie z nim świat początkowo był pokryty morzem, na którym w łodzi dryfował bóg. Spotkał on pływającego w wodzie diabła, którego wpuścił do łodzi. Następnie posłał go pod wodę, by wyłowił z dna nieco ziemi. Z wyciągniętego ziarnka piasku stworzył wyspę stanowiącą pierwszy element nadwodnego świata. W micie tym początkowo bóg i diabeł współpracują ze sobą, dopiero z czasem popadając w konflikt. Bóg nie jest wszechwiedzący ani wszechmogący – w różnych wersjach mitu prosi o radę diabła lub musi korzystać z jego pomocy. Wyraźny jest podział kompetencji – do boga należy władza nad światem nadziemnym i niebem, natomiast do diabła nad podziemiami i co charakterystyczne dla słowiańskiej wersji mitu, światem wodnym. Tym samym bóg ma charakter uraniczny, natomiast diabeł chtoniczny i akwatyczny. Ten silnie dualistyczny mit odnajdywany jest w opowieściach ludowych z terenów Bułgarii, Ukrainy, Polski czy Białorusi. Nie jest jasne czy zachowały się w nim relikty wcześniejszego mitu słowiańskiego, czy raczej wpływów bogomilskich. Część badaczy uważa tę opowieść za stosunkowo późną i wynikającą z oddziaływania dualistycznej sekty bogomiłów, która uzyskała silną pozycję w Bułgarii, Serbii czy Bośni we wczesnym średniowieczu. Inni etnolodzy uważają wpływy dualizmu za znacznie wcześniejsze – miałby on dotrzeć do Słowian z Iranu za pośrednictwem ludów koczowniczych, np. Sarmatów. Dwaj adwersarze są zwykle identyfikowani z Perunem (bóg) i Welesem (diabeł).
Część badaczy wskazuje na możliwość istnienia innego mitu o początku, popularnego w wielu religiach – tzw. mitu o pojedynku kosmogonicznym. Opowieść ta jest elementem mitologii różnych ludów indoeuropejskich. Zwykle przedstawia ona walkę między gromowładnym bogiem uranicznym a symbolizującym siły chaosu i przybierającym wężowaty kształt bóstwem chtonicznym. Jeśli mit tego rodzaju istniał u Słowian dwoma adwersarzami mogli być wymienieni już Perun (władca nieba, którego atrybutem była błyskawica) i Weles (w postaci żmija-smoka).
Rosyjski badacz Władimir Toporow w oparciu o analizę rodzimych bajek zasugerował możliwość istnienia mitu o jaju kosmicznym, w którym świat powstał z rozbicia jaj zdobytych w efekcie pojedynku bohatera z wężowatymi stworami, wspomnianymi już żmijami-smokami.

### Kosmologia

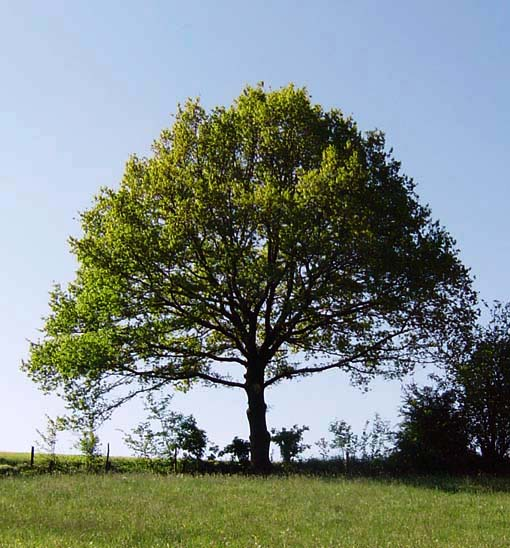
Jednym z wyobrażeń osi kosmicznej u Słowian był ogromny dąb

Innym kluczowym elementem każdego systemu wierzeń jest mit lub raczej zespół mitów i przekonań na temat konstrukcji wszechświata i połączenia między światem ziemskim/rzeczywistym oraz zaświatami. Również tego typu mit nie zachował się w odniesieniu do Słowian. Badacze, w oparciu o materiał etnograficzny i historyczny, zaproponowali hipotezę o popularnym wśród ludów indoeuropejskich trójdzielnym podziale świata na niebo, ziemię i krainę umarłych. Identyfikacja ta nie jest pewna, podobnie problem stanowi określenie, co stanowiło tzw. axis mundi, oś kosmiczną, czyli wyobrażenie o ogólnej formie łączącej rzeczywistość doczesną i zaświaty. Często w pracach naukowych jako axis mundi Słowian podaje się Drzewo Kosmiczne z niebem (Rajem/Wyrajem) ulokowanym w jego koronie i krainą umarłych (Nawie) w korzeniach. Motyw ten byłby podobny do znanego z mitologii skandynawskiej wielkiego jesionu Yggdrasila. Materiał etnograficzny wskazuje jednak, że równie prawdopodobnymi motywami mogłyby być święta góra (Góra Kosmiczna), stanowiąca religijny środek świata lub symbolizujący ją kamień, a także Droga Mleczna jako przejście do zaświatów. Z mitem o axis mundi wiąże się także rozumienie nieba jako wielkiego klepiska lub młyna, obracającego się wokół Gwiazdy Polarnej. W folklorze Słowian zachodnich za oś tej konstrukcji uznawany jest słup biegnący od wspomnianej gwiazdy. Brakuje przekonujących przesłanek, by wierzyć, że istniał jeden dominujący motyw axis mundi. Mogło być ich wiele, współwystępujących nawet na tym samym terytorium.
Niejasne jest to, jak Słowianie postrzegali zaświaty. Część badaczy, np. Maciej Salamon, przyjęło, że ich religia nie posiadała eschatologii lub, że ta była ograniczona do minimum. W podobnym tonie wypowiedział się niemiecki kronikarz z początków XI wieku, Thietmar z Merseburga, przypuszczając, że Słowianom zdaje się, iż ze śmiercią doczesną wszystko się kończy (według części opinii, w stwierdzeniu tym chodziło raczej o brak u Słowian pojęcia pośmiertnej kary i nagrody, tak jak się to np. przedstawia w chrześcijaństwie – p. niżej). Materiał etnograficzny wskazuje jednak na wiarę w jakąś formę zaświatów określanych jako Raj, Wyraj lub Nawie. W nauce dominują dwie interpretacje. Według pierwszej, religia słowiańska początkowo znała tylko jeden typ zaświatów określany wszystkimi tymi nazwami. W efekcie ewolucji wierzeń, pod wpływem przede wszystkim chrześcijaństwa, miało dojść do dyferencjacji między Raj/Wyraj i Nawie. Druga interpretacja zakłada, że podział ten był pierwotnym elementem religii Słowian. Raj/Wyraj to przede wszystkim kraina, do której odlatują ptaki na zimę, rodzaj wielkiego, zamkniętego ogrodu ze strzeżoną bramą. Niekiedy mogli trafić tam także ludzie porwani przez tęczę, którzy następnie stawali się demonami pogody, płanetnikami. Trudno określić, ile w tych wierzeniach reliktów przedchrześcijańskich, a ile lokalnej adaptacji biblijnego Raju. Drugą z części zaświatów była podziemna kraina Nawie, zapewne podlegająca jurysdykcji bóstwa chtonicznego, według najpopularniejszej rekonstrukcji Welesa. Tam trafiali ludzie po śmierci. Droga do zaświatów trwała 40 dni i przez ten czas możliwy był kontakt ze zmarłym. Wydaje się, że przynajmniej część Słowian wierzyła w jakąś formę kosmicznej rzeki, podobnej do greckiego Styksu, przez którą zmarły musiał przejść po drodze do świata podziemnego. Wiara ta znalazła swoje odbicie w zwyczajach takich, jak budowa kładki na pobliskim strumieniu lub wrzucenie do trumny grosza na zapłatę za przewóz przez rzekę. Przejście między światem doczesnym i Nawie otwierało się także kilka razy w roku, umożliwiając np. rozmowy z duchami. Niektórzy badacze przydają Welesowi dodatkowo funkcję sędziego, który miał ważyć dobre i złe uczynki i decydować o wpuszczaniu do krainy przodków. Interpretacja ta nie spotkała się z powszechnym uznaniem, jako bardzo daleko posunięta. Religia Słowian zapewne nie łączyła się z żadnym jednolitym systemem nakazów moralnych, co na swój sposób wyklucza ideę sądu ostatecznego. Powyższa interpretacja wiary w zaświaty obarczona jest wieloma wątpliwościami. Wydaje się, że jeden, spójny system eschatologiczny nie istniał, a wśród Słowian powszechne były wątpliwości co do natury życia pozagrobowego. Aleksander Gieysztor przytacza przykład z folkloru staroruskiego, wskazując, że miejsce do którego udawali się zmarli określano jako nevedomaja strana.

### Demonologia

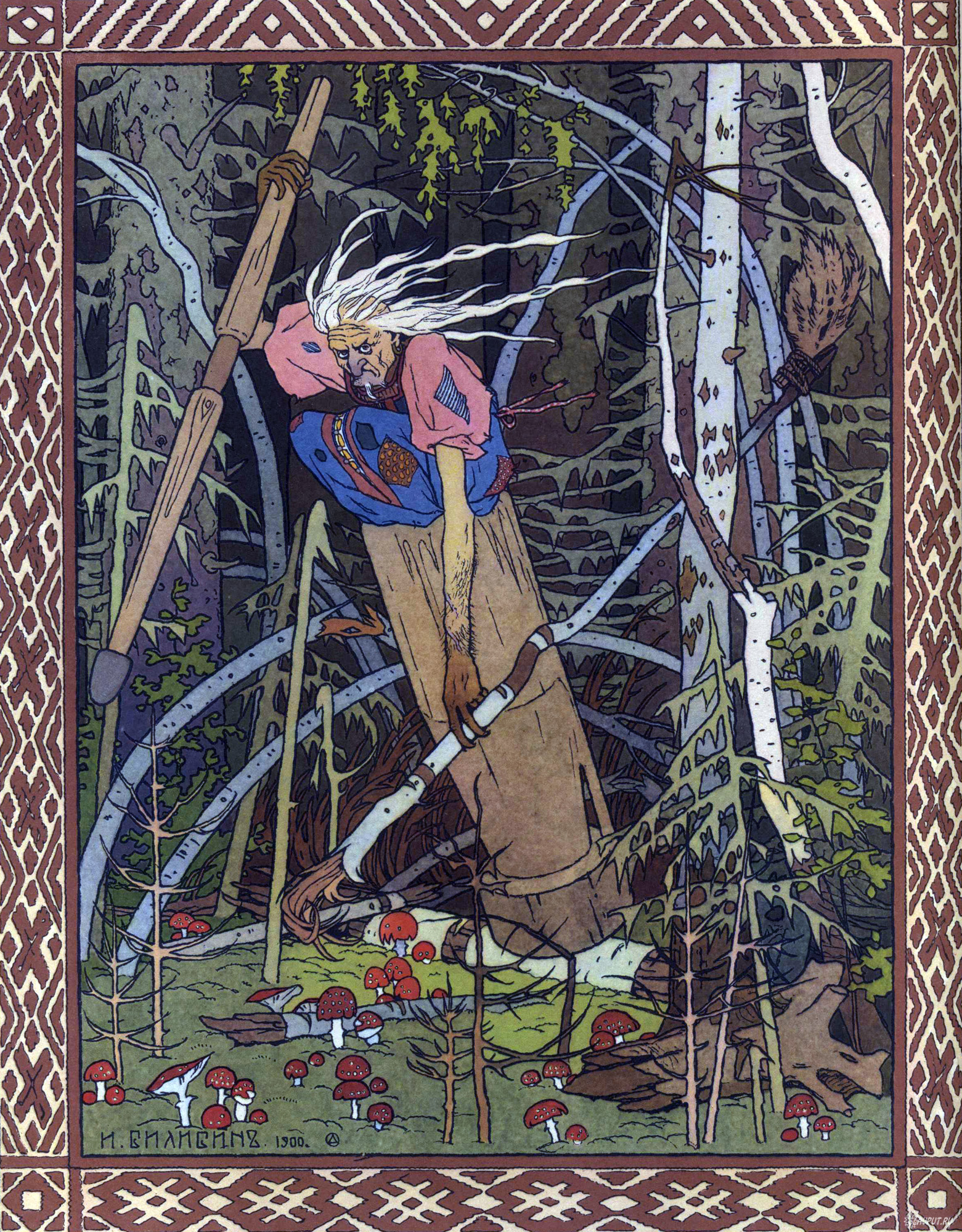
Iwan Bilibin, Baba Jaga. Popularna postać słowiańskich wierzeń i baśni.

Religia słowiańska dostrzegała w przyrodzie stałe istnienie pierwiastka nadprzyrodzonego. Wierzono w przeróżne duchy i demony związane zwykle z miejscami. Aleksander Gieysztor podzielił demony na wodne, leśne, powietrzne i te związane z ogniskiem domowym. Pierwsze trzy kategorie obejmowały głównie istoty wrogie człowiekowi, symbolizujące złowieszczy, nieposkromiony charakter przyrody. Przykładem mogą być wodniki topiące ludzi w jeziorach, czy południce, atakujące na polach w południe – wywołujące koszmary lub nawet śmierć poprzez atak serca. Niektóre demony znane były jedynie na niewielkim obszarze, w inne wierzono w całych regionach. Do bardziej rozpowszechnionych należały m.in. postacie uznawane za opiekunów miejsc i władców sił przyrody w określonym miejscu. W przypadku jezior były to wspomniane już wodniki (wodianoje). Opiekunem lasu był natomiast demon znany jako Leszy, Borowy, Boruta lub Dziad. Bardzo rozpowszechniony był i do dziś jest w folklorze motyw wrogiego demona żeńskiego – Leśnej Baby, która do baśni przeniknęła jako Baba Jaga. Przyjmowała ona zwykle postać starej i brzydkiej kobiety, mieszkającej na odludziu w chatce na kurzej stopie. Polowała na błąkające się po lesie dzieci, które po złapaniu gotowała w kotle. Atakowała też nieuważnych dorosłych, dusząc ich swoimi obwisłymi piersiami.
Niejasne jest pochodzenie demonów słowiańskich. Zdaniem Ludwika Stommy wszystkie te istoty były ludźmi zmarłymi tzw. złą śmiercią np. poprzez zamordowanie, samobójstwo, utopienie się czy podczas połogu. Inni badacze wskazują, że rzeczywiście takie mogło być pochodzenie części lub większości demonów, reszta reprezentowała jednak same siły przyrody. Najbardziej rozpowszechnionym przykładem demona mediacyjnego, powstałego w efekcie nagłej śmierci przez utonięcie i niejako zawieszonego między życiem a śmiercią jest topielec. Tymczasem zmarłe nagle kobiety mogły stać się boginkami (wiłami, rusałkami). Istoty te zwykle przedstawiano jako wiecznie młode, uwodzicielsko piękne dziewczyny przebywające nad brzegami zbiorników wodnych. Wabiły one swoją urodą przechodniów, a następnie doprowadzały do ich zguby np. śmierci z wyczerpania pieszczotami. Szczególnie widoczny w wierzeniach słowiańskich jest złowrogi charakter rzek czy jezior, już zresztą wspomniany przy okazji omawiania mitu kosmogonicznego. Demony zamieszkiwały także w lesie czy powietrzu. Te drugie związane były z pogodą, zaliczali się do nich m.in. chmurnicy, obłocznicy czy płanetnicy. Aleksander Gieysztor wyróżnił grupę cech wspólnych, występujących u różnych demonów słowiańskich: m.in. obwisłe sutki, czasowa niewidzialność, wielka głowa, czy nadmiar palców. Zwrócił także uwagę na metody, którymi istoty te dręczyły bądź zabijały ludzi. Za być może specyficzne motywy słowiańskie uznał załaskotanie i zagłaskanie na śmierć.
Różne naturalne lub zdrowotne katastrofy przypisywano działaniu sił demonicznych np. poronienia były dziełem boginek, niedorozwój umysłowy dzieci wywoływały mamuny, a opuchlizny i paraliż – latawce. Wierzono też, że dziecko może zostać ukradzione przez demona i zamienione na tzw. boginiaka – istotę odznaczającą się wielką głową, nieruchomym wzrokiem, brzydotą i nieznośnym charakterem.
Odrębną grupę demonów stanowiły te związane z gospodarstwem domowym. Zwykle uznawano je prawdopodobnie za niepersonifikowane duchy przodków żyjące w sferach półmroku – ciemnych kątach, pod progami, za piecem, na strychu itp. Te tzw. ubożęta (bożęta, bożątki, bodzięta, domowi, żyrownicy itd.) w zamian m.in. za ofiary w jedzeniu miały zapewnić domostwu pomyślność. Ostrzegały też przed niebezpieczeństwami – wschodni Słowianie wierzyli, że domowy może ukazać się gospodarzowi we śnie lub nawet na jawie. Zdaniem Andrzeja Szyjewskiego kres wierze w demony domowe położyło dopiero upowszechnienie oświetlenia elektrycznego, likwidującego wspomniane sfery półmroku.

### Rod, eschatologia i zarys antropologii
Moment narodzenia był uznawany przez Słowian za chwilę magiczną, stąd m.in. wiara w niezwykłą moc porońców i dzieci zmarłych podczas porodu. W chwili przyjścia na świat los dziecka i jego życiowe powodzenie były określane przez trzy boginie losu – rodzanice, a następnie zapisywane na czole jako niezmywalne znamię. Wiara w rodzanice wydaje się bardzo archaiczna, choć stoi w sprzeczności z relacją Prokopiusza, który stwierdził, że Słowianie nie wiedzą nic o przeznaczeniu. Zdaniem Andrzeja Szyjewskiego Prokop miał jednak na myśli nie tyle przeznaczenie, co wiarę w heimarmene – astrologicznie wyznaczoną konieczność zachodzenia zdarzeń. W opinii tego badacza Słowianie doskonale znali pojęcie przeznaczenia, a zgodnie z ich wiarą ludzką egzystencją kierował nie przypadek, lecz indywidualna, przypisana każdemu człowiekowi dola, której przyznawano życie i osobowość (a tym samym, której kierunek było można jednak odwrócić, przebłagać). Podobne zdanie do Szyjewskiego zaprezentował Aleksander Gieysztor. W przeciwnym tonie wypowiedzieli się natomiast Stanisław Urbańczyk i Kazimierz Kryspin, dosłownie przyjmując relację bizantyńskiego dziejopisa.
Z wiarą w przeznaczenie wiąże się zagadkowa postać boga Roda, któremu podobnie jak rodzanicom składano ofiary przy okazji narodzin i postrzyżyn. Bóg ten pojawia się w dość nielicznych relacjach z obszaru Rusi, również pod imionami Suda i Usuda. Aleksander Brückner uważał Roda za abstractum, Gieysztor natomiast uznał go za pomniejsze bóstwo stanowiące personifikację losu tożsamą z Dolą. Szyjewski posunął się nieco dalej, widząc w Rodzie ważnego boga patronującego pokrewieństwu rodowemu i związanego ze sferą życia pozagrobowego. Skrajną koncepcję zaprezentował Boris Rybakow, którego zdaniem Rod był w czasach archaicznych najważniejszym bóstwem Słowian, a nawet stwórcą świata, wraz z rozwojem słowiańskiej religii zastąpionym przez Peruna. Hipoteza ta spotkała się z niewielkim poparciem, choć w nowszej literaturze nawiązała do niej m.in. Halina Łozko, uznając Roda za Boga nad bogami Ukraińców.
Liczne relacje etnograficzne wskazują na wiarę w duszę, choć nie jest jasne jak Słowianie postrzegali jej koncepcję. Duszę przynosił ze sobą ptak, zwykle bocian – przeświadczenie to w zmodyfikowanej formie przetrwało w folklorze do dzisiaj. Dusza za życia mieszkała według najpowszechniejszego wierzenia w sercu i była utożsamiana z oddechem. Według części relacji po śmierci ponownie w formie ptaka odlatywała ona do Wyraju, co miałoby się wiązać z powszechnym obyczajem ciałopalenia. Część badaczy uważa, że istniały dwa rodzaje wierzeń – w wyraj „niebiański” i konkurencyjnie w podziemne Nawie. Zdaniem Andrzeja Szyjewskiego była to raczej koncepcja podwójnej duszy – jej część trafiała do Nawie, reszta natomiast, utożsamiana ze swoistym pierwiastkiem rodowym, do Wyraju. Szyjewski posunął swoją koncepcję dalej, uznając, że dusza ta następnie była odsyłana na ziemię przez Roda by w drodze reinkarnacji stać się częścią nowego ludzkiego istnienia.
Powszechna była wiara w możliwość przynajmniej częściowego pozostania duszy na ziemi, a także w istnienie osób obdarzonych dwiema duszami (dwuduszników). Pozostanie duszy na ziemi prowadziło do powstawania wyżej opisanych demonów. Aby zapobiec przekształceniu się duszy w wąpierza czy upiora stosowano skomplikowane obrządki pogrzebowe – np. otwierano wszystkie okna domu by dusza mogła swobodnie ulecieć lub zacierano ślady za pogrzebowym orszakiem. Badania Alfonso di Noli wskazują, że praktyki te odnaleźć można w różnych kulturach i nie stanowią one specyficznej cechy kultury słowiańskiej.

## Praktyki

### Kult przodków
Wielu badaczy wskazuje na istnienie wśród Słowian kultu przodków, często utożsamianego z kultem demonów domowych. W. Szafrański za przedstawienia przodków uznał opisane niżej figurki odnalezione w Wolinie. Podobne praktyki aż do XIX wieku występowały u Słowian wschodnich. Śladem kultu przodków są wspomniane już uprzednio obrządki mające na celu kontakt ze zmarłymi lub uczczenie ich pamięci. Oprócz modlitw i ofiar powszechne było urządzanie uczt pogrzebowych i zadusznych. Znane były one pod różnymi nazwami: jako chorwacka karmina, ruska tryzna czy polska strawa. O zwyczaju tym wspomniał polski kronikarz Wincenty Kadłubek. Do dziś przetrwał on w bałkańskiej kulturze ludowej. Istniały także obrządki mające na celu bezpośredni kontakt ze zmarłymi, znane m.in. pod nazwą Dziadów.
Zdaniem Andrzeja Szyjewskiego duchy przodków nazywano lalkami lub lutkami. W efekcie desematyzacji słowo to zaczęło oznaczać dziecięce zabawki, natomiast zlaicyzowane wyobrażenia dały początek idei krasnoludków.

## Miejsca i przedmioty kultowe

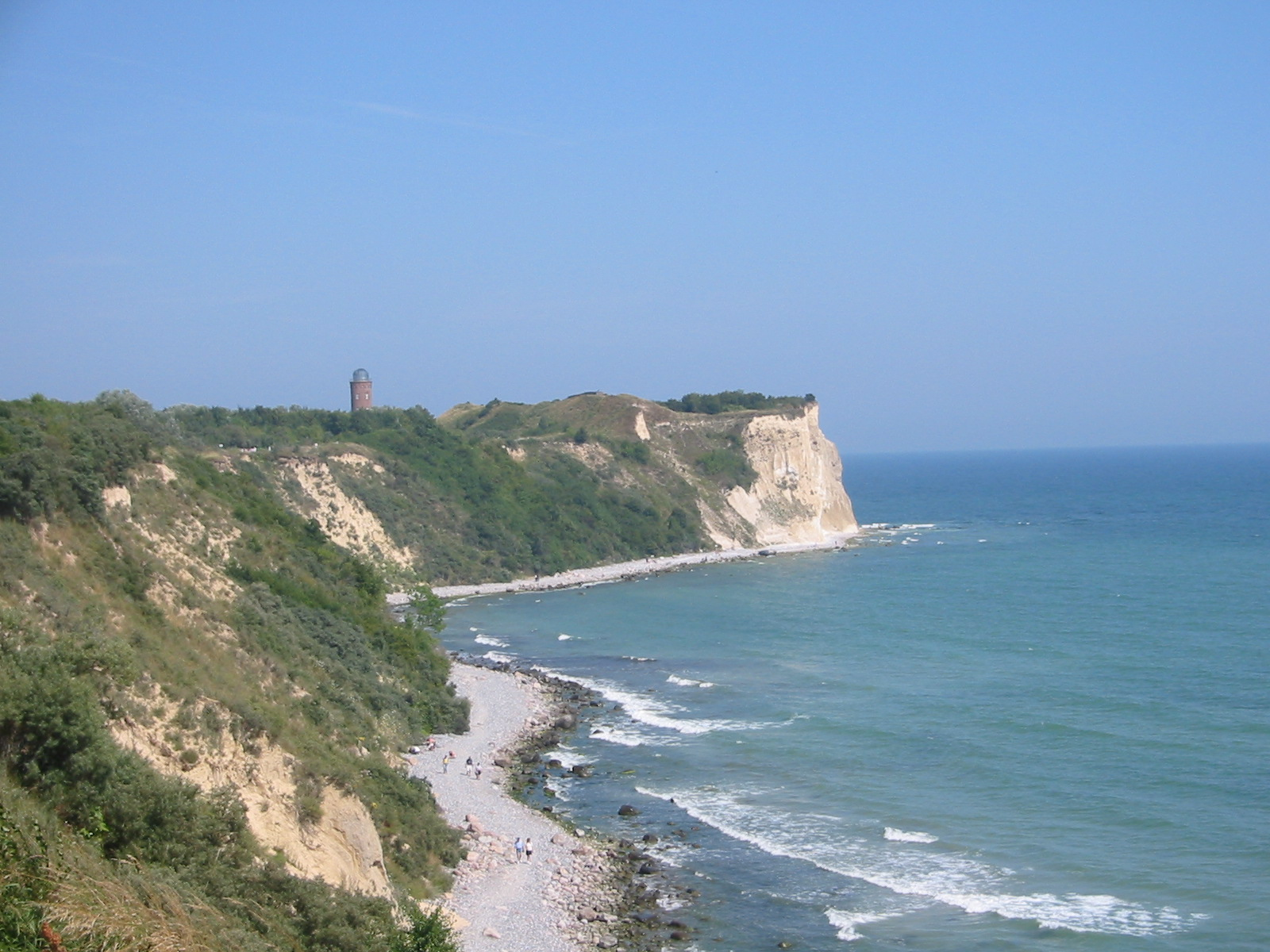
Przylądek Arkona – we wczesnym średniowieczu znajdowało się tu jedno z głównych sanktuariów słowiańskich

Miejsca kultowe Słowian można lokalizować w oparciu o przekazy źródłowe, jednak w większości przypadków naukowcy dysponują jedynie późnymi legendami, rzadko nawiązującymi do realnej przeszłości. Znacznie większe znaczenie mają badania archeologiczne, pozwalające odnajdywać ślady świątyń bądź innych konstrukcji kultowych. Słowianie za święte uznawali miejsca spełniające odpowiednie warunki przyrodnicze – najczęściej była to góra ze starym drzewem na szczycie. Znaczenie miała też bliskość wody w postaci źródła, studni bądź strumienia. Czcią otaczano także uznane za święte głazy, często pełniące role ołtarzy ofiarnych. Aleksander Gieysztor zwrócił uwagę na dążenie do takiego przekształcenia terenu by formował się w magiczny krąg przeznaczony do kontaktowania się z bóstwem.
Jedną z najczęstszych form oddawania czci bóstwom wśród Słowian były święte gaje. W gajach nie stawiano prawdopodobnie żadnych posągów czy świątyń, jednakże miejsca takie były wydzielane ogrodzeniem lub rowem, których funkcja była przede wszystkim symboliczna, a nie funkcjonalna. Celom modlitewnym służyły także budowle drewniane, jednak były one użytkowane także w charakterze miejsca zebrań i narad. Wznoszono także domy dla bogów, w których znajdowały się ich posągi, łoża, siodła, skarbce i inne przedmioty. Wstęp do tych budowli był surowo zakazany wszystkim z wyjątkiem kapłanów, którzy jednak mogli się tam zjawiać rzadko i musieli przestrzegać ścisłych reguł.
Istotne ze względu na zbieżność ze źródłami historycznymi są znaleziska z terenów Rusi, przede wszystkim krąg posągów w okolicy Kijowa, zbieżny z relacją w Powieści dorocznej. Ta niezadaszona konstrukcja nad Dnieprem to prawdopodobnie miejsce, w którym wielki książę Włodzimierz umieścił idole pogańskich bogów, a następnie kazał je strącić do rzeki po przyjęciu chrześcijaństwa. Inna podobna konstrukcja została zlokalizowana na północ od Żytomierza, a znacznie starszy ośrodek kultowy wiązany z Perunem odnaleziono na Peryni pod Nowogrodem Wielkim.
Odkryto także miejsca kultowe Słowian na wyspach położonych na jeziorach (np. Jezioro Niesłysz, Zarańskie (Zarańsko), na sztucznej wyspie na jeziorze Paklicko Wielkie).

### Świątynie
Ze względu na niewiele zachowanych świadectw archeologicznych świątyń wśród Słowian, w dyskursie naukowym istnieją rozbieżne opinie w kwestii istnienia i kształtu tego typu konstrukcji. Widoczne jest także zróżnicowanie w tej kwestii w zależności od regionu. Istnieje sporo wzmianek źródłowych, opisujących świątynie ulokowane na Połabiu. Thietmar zawarł w swojej kronice szczegółowy opis świątyni Swarożyca w Radogoszczy, Helmold wspomniał o przybytku Trygława w Szczecinie, natomiast Saxo Grammaticus o świątyni Świętowita w Arkonie na Rugii. Zgodnie z relacjami budynki te były konstrukcjami drewnianymi, najpewniej czworokątnymi i zadaszonymi. Stanowiły obszar wydzielony dla sfery sacrum – dostęp do nich mieli tylko wyznaczeni kapłani. W źródłach i literaturze zwykle określa się je mianem kącin. Obiekty te znajdują swoje poświadczenie w archeologii – przykładem mogą być pozostałości świątyni położonej w sąsiedztwie datowanego na VII-VIII wiek grodziska w Feldbergu pod Neustrelitz. Inaczej wygląda sytuacja na pozostałych terenach ludów słowiańskich. Niemal nie istnieją współczesne źródła opisujące świątynie słowiańskie na Rusi czy w Polsce, a całkowicie brakuje ich w przypadku Bałkanów. Również archeologia nie odnalazła dowodów istnienia zadaszonych świątyń drewnianych – natrafiono jedynie na kilka spornych konstrukcji. Na Rusi tzw. chramy najczęściej nie były zadaszonymi budynkami, lecz ogrodzonymi miejscami kultowymi wyposażonymi w posągi. W Polsce swoistym ewenementem jest jedyne w miarę pewne znalezisko – odkryta pod koniec lat 90. domniemana świątynia pogańska we Wrocławiu.

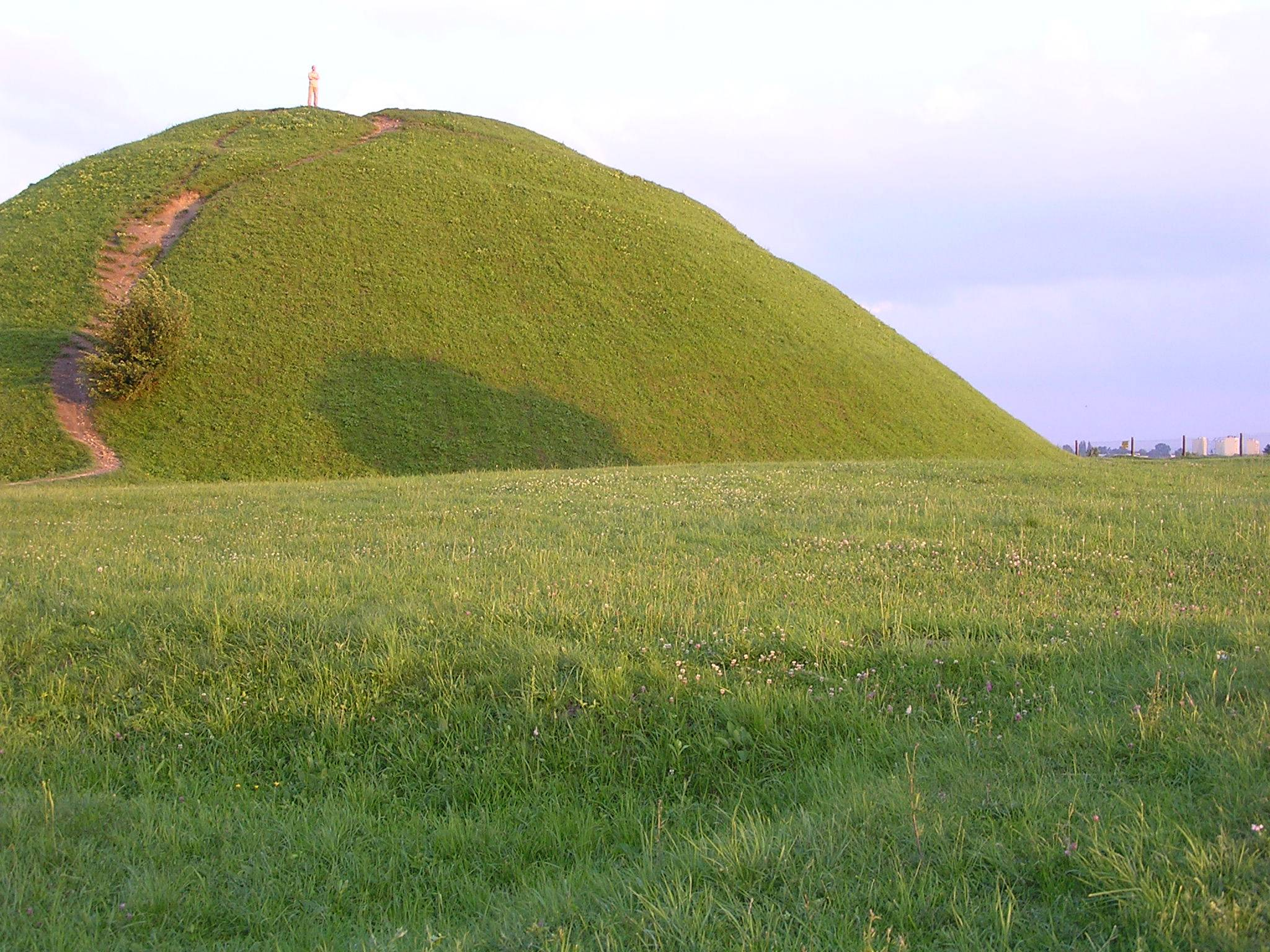
Kopiec Kraka w Krakowie. W czasach przedchrześcijańskich na jego szczycie znajdował się liczący nawet 300 lat dąb, a miejsce pełniło prawdopodobnie rolę sakralną

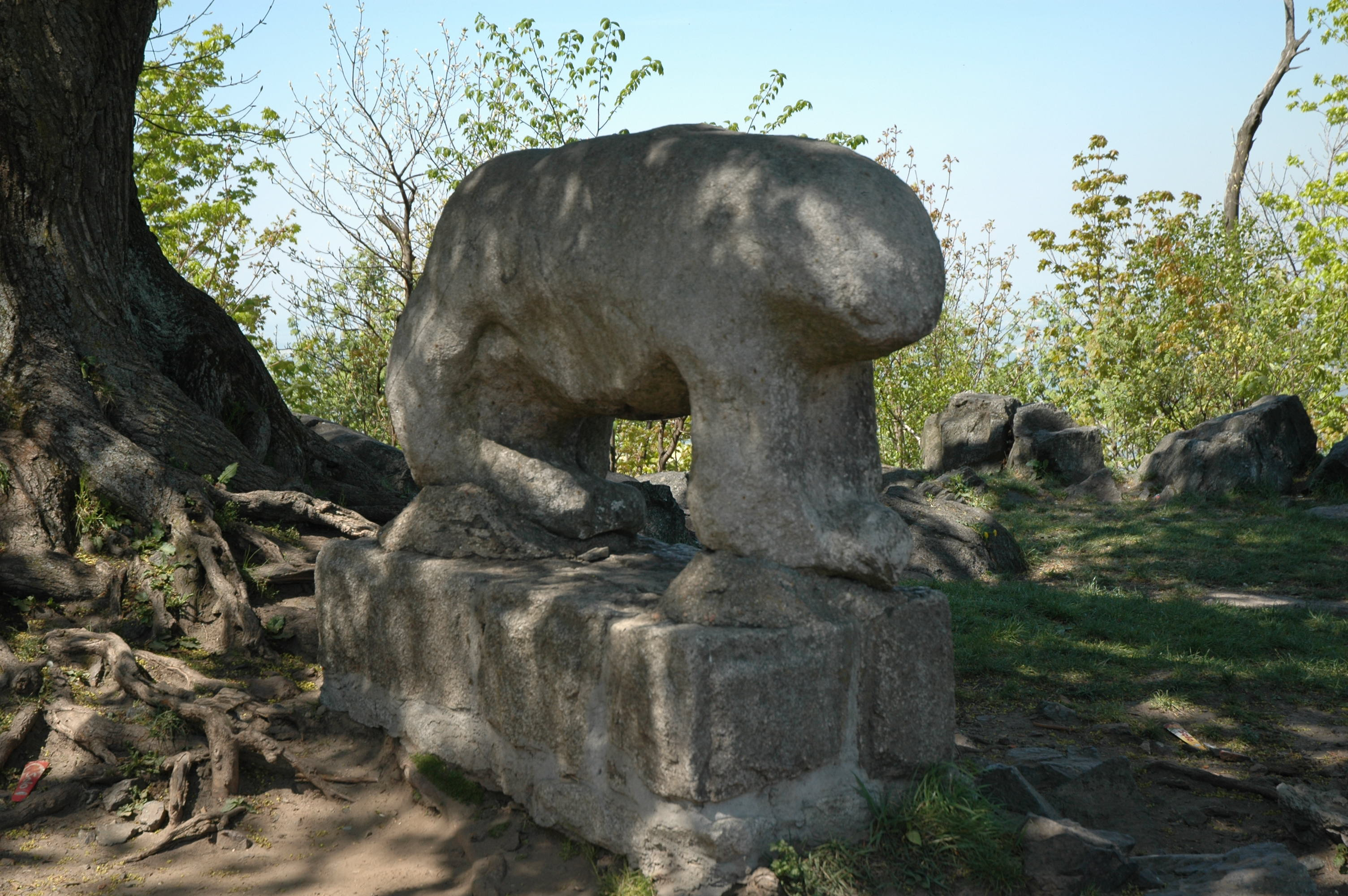
Starożytna figura kultowa na szczycie Ślęży. Stworzona zapewne przez Celtów, ale obdarzona czcią prawdopodobnie także przez Słowian

W nauce ścierają się dwa główne nurty. Według pierwszego, współcześnie reprezentowanego przede wszystkim przez Stanisława Urbańczyka, Słowianie swoje bóstwa czcili w domu i w przyrodzie, nie budowali natomiast osobnych świątyń. Te miały powstawać jedynie na Połabiu, jako późny efekt wpływów chrześcijaństwa. Gdzie indziej pogaństwo miało nie osiągnąć dostatecznie wysokiego poziomu rozwoju, by zorganizować się wokół świątyń i grupy kapłańskiej. Podobne poglądy głosili Henryk Łowmiański oraz Aleksander Gieysztor. Drugi z badaczy wskazywał jednak na inne typy miejsc kultowych – święte gaje (np. opisany przez Thietmara gaj Głomacz położony na północ od Miśni lub gaj wspomniany przez Helmolda, leżący w Wagrii i związany z kultem boga Proue/Prone), wzgórza (np. Kopiec Kraka w Krakowie, wspominana przez Thietmara Ślęża lub Góra Grodowa w Tumlinie na północ od Kielc) czy stare drzewa (najczęściej dęby, ale także np. lipy, klony czy jesiony; w Żywocie świętego Ottona z Bambergu opisany jest kult uznanego za święty orzecha w Szczecinie). Także domniemana świątynia pogańska we Wrocławiu została uznana za możliwy efekt wpływów połabskich, datowany na czasy reakcji pogańskiej związanej z rządami Bezpryma i Kazimierza Odnowiciela (lata 30. XI wieku).
Wśród badaczy działających w ostatnich latach wykształcił się nurt konkurencyjny, uznający, że świątynie budowano na znacznie szerszą skalę, a występowały one zarówno na Połabiu, w Polsce, jak i na Rusi. Nurt ten reprezentują m.in. Leszek Paweł Słupecki i Andrzej Szyjewski. Zdaniem wspomnianych naukowców świątynie słowiańskie powstawać miały już w VIII-IX wieku, czyli w okresie sprzed silnych wpływów chrześcijańskich, jako niezależny element rodzimej religii. Ustalenia wspomnianych badaczy wymagają dalszych analiz materiałów źródłowych i zakrojonych na szerszą skalę badań archeologicznych. Wśród archeologów współcześnie dominuje sceptycyzm wobec wzmianek o dawnych świątyniach pogańskich. Znaleziska takie, jak np. drewniane podłogi pod kościołami romańskimi dawniej były identyfikowane jako pozostałości kącin. Dziś ustalenia te uznaje się za błędne. Przykładem może być np. kościół św. Wojciecha na rynku krakowskim.

### Posągi

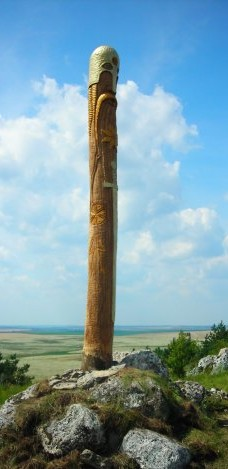
Współczesny posąg Peruna

Przynajmniej część świątyń i miejsc kultowych wyposażona była w posągi przedstawiające pogańskie bóstwa. Języki słowiańskie posiadają wspólne słowo na ich określenie – bałwan. Prawdopodobnie najwcześniej posągi pojawiły się na Rusi, później także na Połabiu, co potwierdzają liczne przekazy źródłowe. Brakuje natomiast przedstawień figuralnych wśród Słowian południowych, a znaleziska z terenów Polski są nieliczne i dyskusyjne. Spory dotyczą także kwestii tego, skąd u Słowian pojawił się zwyczaj tworzenia idoli. Większość badaczy wskazuje na wpływy obce, różnią się oni natomiast w określaniu tego jak wczesne i silne były te wpływy. Zdaniem Aleksandra Gieysztora posągi stanowią efekt wpływu ludów irańskich lub tureckich, który najszerzej rozwinął się na Rusi, a następnie przeniknął na zachód. Zdaniem Judith Kalik i Alexandra Uchitela, posągi te nie były zapożyczeniem – Słowianie od początku należeli do kultury materialnej, jak i duchowej cywilizacji tureckiej.
Najbardziej znanym posągiem jest idol wyłowiony w 1848 roku ze Zbrucza i umownie nazwany Światowidem ze Zbrucza. Zdaniem Borisa Rybakowa jest to przedstawienie o charakterze kosmogonicznym, obrazujące trzy sfery rzeczywistości – boską, ludzką i podziemną. Na jego górze znajdują się twarze czterech bóstw, niżej postacie ludzi, na samym dole natomiast domniemana sylwetka bóstwa chtonicznego. Interpretację tę przyjęli Aleksander Gieysztor i z zastrzeżeniami Andrzej Szyjewski, przy tym jednak zwrócili uwagę na wątpliwości co do identyfikacji poszczególnych bóstw (zdaniem Gieysztora są to: Perun, Perperuna, Mokosz i czwarte, niezidentyfikowane). Inni naukowcy negują nawet sam słowiański charakter rzeźby, którego nie da się jednoznacznie potwierdzić – w latach 80. Włodzimierz Szafrański postawił hipotezę, że posąg z Ukrainy nie był pochodzenia lokalnego, lecz mógł być dziełem Traków. Na Ukrainie odnaleziono także dwa inne uszkodzone idole, zdaniem Gieysztora będące przedstawieniami bóstw. Pozostałe ruskie rzeźby pogańskie uznał on raczej za posągi upamiętniające wodzów plemiennych.
O idolach ruskich, pomijając wspomnianą już Powieść Doroczną, niewiele można wyczytać w źródłach. Inaczej sprawa ma się w przypadku Słowian zachodnich. Monumentalny posąg w świątyni Świętowita w Arkonie opisał Saxo Gramatyk. Miał on wyróżniać się gabarytami, a w dłoni trzymać wykonany z rozmaitego kruszcu róg wykorzystywany do wróżb. Zachowały się także relacje na temat posągów w Wołogoszczy czy Radogoszczy. W przypadku pierwszych Thietmar wspomniał też o fakcie, że idole były „podpisane” – nie wiadomo jednak jakim alfabetem i w jakim języku. Charakterystyczny dla przedstawień bóstw połabskich jest polikefalizm, czyli posiadanie wielu głów. Posąg Świętowita miał mieć ich cztery, Rugiewita w Gardźcu siedem, zaś Trygława w Szczecinie trzy. Raffaele Pettazzoni uznał polikefalizm za symbol wszechwiedzy rozumianej jako wszechwidzenie. Duża liczba opisów kontrastuje z nielicznymi znaleziskami archeologicznymi. Nie odnaleziono żadnych pełnowymiarowych idoli polikefalicznych, a jedynie zminiaturyzowane, drewniane, czterogłowe figurki (Świętowit woliński odkryty w 1974 roku). Odkryto także kilka drewnianych posągów o bliskim ludzkiemu wzroście. Do pewniejszych znalezisk należą idol o owalnej głowie z Behren-Lübchin w Meklemburgii (X-XII wiek) i posąg w czapce wykopany z torfowiska pod grodem w Altfriesack (VI-VII wiek). Niewielka liczba zabytków wynika zapewne z małej wytrzymałości materiału (drewno) i dużej skuteczności akcji chrystianizacyjnej.
Innego typu znaleziska pochodzą z części Pomorza dzisiaj leżącej na terenie Polski. Są to półamorficzne przedstawienia w formie kamiennego reliefu. Prezentują one postacie ludzkie: postać kobieca, mężczyznę z rogiem, jeźdźca na koniu. Odnaleziono także trzy posągi o prawdopodobnie religijnej funkcji. Pierwszy prezentuje postać z naczyniem lub bochnem chleba, drugi postać w czapce. Trzeci ma jedynie słabo zaznaczone rysy twarzy. Zabytki te nie mają analogii w sztuce zachodnioeuropejskiej ani skandynawskiej, nawiązują natomiast stylem do znalezisk z ziem Prusów, tzw. kamiennych bab. Być może są to przedstawienia bohaterów lub wodzów plemiennych.
Z terenu Polski właściwej pochodzą tylko trzy pewniejsze znaleziska – dwie drewniane głowy o realistycznych rysach twarzy wyłowione z rzek i figurka koziołka znaleziona na Ostrowie Lednickim. Do tej niewielkiej grupy zabytków można dodać dwa zniszczone, a znane z opisów przedstawienia figuralne, dawniej znajdujące się w Maliszewie i Witowie. Drugie z nich miało mieć charakter polikefaliczny.
Chrystianizacja doprowadziła do zniszczenia dużych przedstawień figuralnych, jednak jeszcze przez kilka wieków w domach wykorzystywano mniejsze obiekty kultowe – figurki zwierząt, opaski, maski czy ceramiczne pisanki, dopiero później związane z Wielkanocą. Wiele z nich przetrwało po dziś dzień.

## Historia

### Czasy prasłowiańskie i starożytność
Najstarsze informacje dotyczące wierzeń i praktyk kultowych Prasłowian opierają się niemal wyłącznie na materiale archeologicznym. Dominują w nim znaleziska związane z cmentarzyskami, w dalszej kolejności zaś z praktykami magicznymi i jedynie wyjątkowo dotyczące miejsc kultu i przedstawień figuralnych. Zdaniem Włodzimierza Szafrańskiego, najstarsze procesy przemiany wierzeń wspólnoty prasłowiańskiej dotyczą przechodzenia wyobrażeń istot nadprzyrodzonych z postaci zwierzęcych do ludzkich. Towarzyszył im rozwój kultu wodzów plemiennych, zespolony z kultem przodków, kultami totemicznymi oraz kultem duchów przyrody, skutkujące ukształtowaniem wyobrażeń bóstw na kształt ludzkich władców, ale także pod postaciami boga-zwierzęcia i boga-słońca. W ramach kultu płodnej przyrody obecne były nadto wyobrażenia postaci kobiety-matki, którym towarzyszył kult księżyca, zaś w związku z rozwojem wspólnoty rodowej o charakterze patriarchalnym trwał kult ogniska domowego.
Wczesna epoka żelaza stanowi okres, w którym plemiona prasłowiańskie podlegały różnorodnym wpływom, dotyczącym również sfery kultowej. Wśród nich Szafrański wymienia wpływy celtyckie i scytyjskie, a także irańskie (perskie) – te ostatnie widoczne są w istnieniu licznych zapożyczeń językowych w sferze terminologii religijnej. Dalsze oddziaływania, ze strony etruskiej, przyniosły zwyczaj tzw. urn twarzowych z przedstawieniami pochowanych w nich osób, a być może także monumentalne rzeźby kamienne o charakterze fallicznym. Także kontakty z Ilirami odznaczyły się zmianami, dotyczącymi pojawienia się pochówków grzebalnych obok rodzimego ciałopalenia. Od około III–IV stulecia n.e. Słowianie podlegali wpływom ludów tureckich i mongolskich.

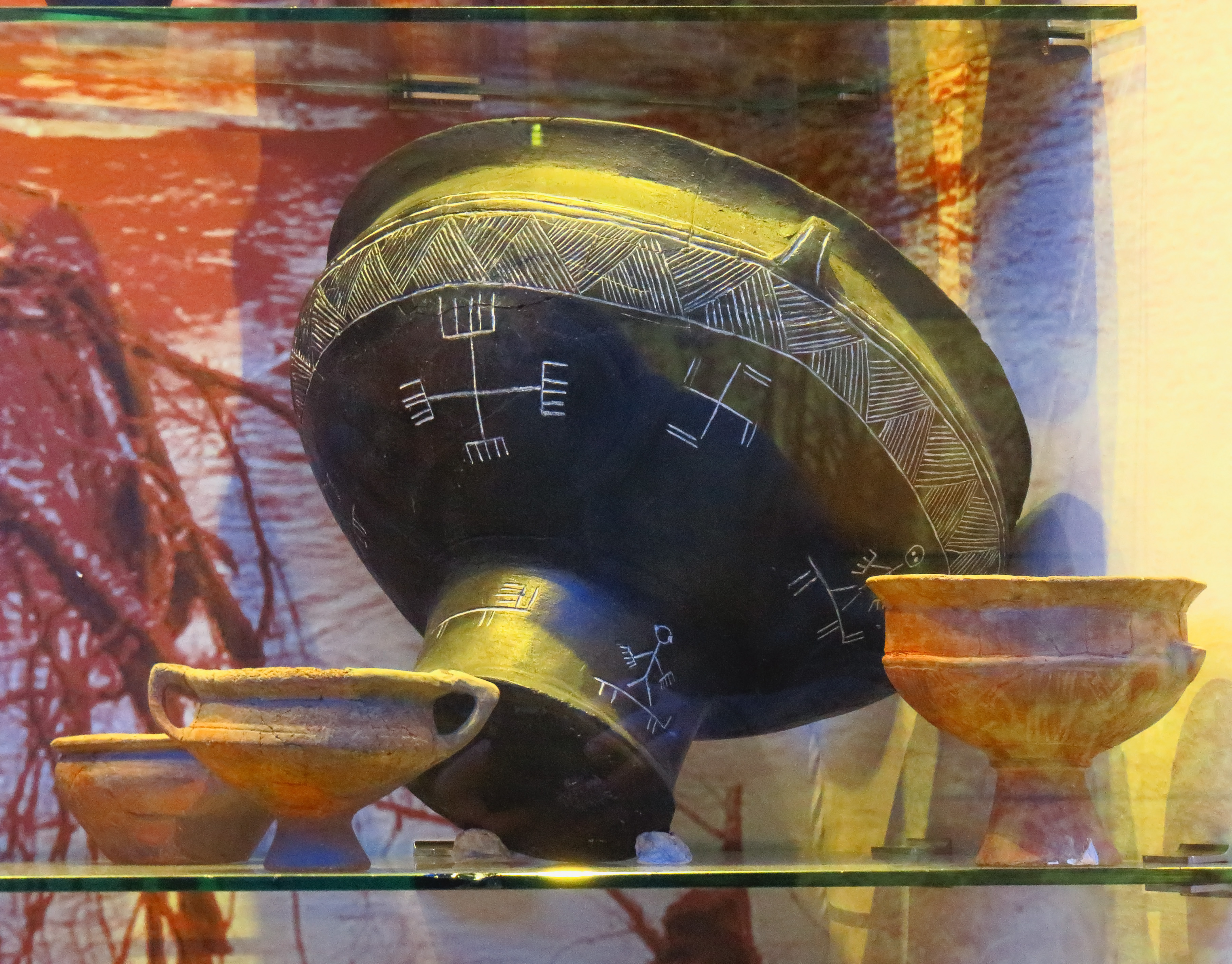
Popielnica

### Średniowiecze i chrystianizacja
W średniowieczu plemiona słowiańskie znalazły się pod wpływem misji chrystianizacyjnych ze wschodu i południa (z Bizancjum) oraz zachodu (z Rzymu). Pod wpływem kontaktu ze światem chrześcijańskim religia Słowian zaczęła ulegać przeobrażeniom, m.in. pojawiły się pierwsze świątynie. Równoległe trwał proces zwalczania tych wierzeń i zastępowania ich chrześcijaństwem, związany z przyjmowaniem chrztu przez kolejnych władców państw słowiańskich i trwający ponad 5 stuleci (około 700–1250 r.). Chrystianizacji towarzyszyły bunty ludności połączone z próbami powrotu do własnych wierzeń (np. w Bułgarii, Czechach, Rusi, Karyntii, Polsce i wśród Obodrytów).
Kres zorganizowanej formy religii słowiańskiej w średniowieczu wyznacza zniszczenie świątyni w Arkonie wskutek najazdu Duńczyków.

### Po upadku Arkony
Mimo przyjęcia chrześcijaństwa, wierzenia i obrzędy religii Słowian przetrwały w kolejnych wiekach. Znane są znaleziska i wzmianki kronikarskie świadczące o trwaniu praktyk pogańskich, a także synody biskupie, bulle papieskie czy wystąpienia kaznodziejskie sięgające nawet XV wieku, krytykujące cześć oddawaną dawnym bóstwom i duchom. Wskutek postępującej chrystianizacji dawne bóstwa ulegały nieraz zespoleniu z postaciami z Biblii bądź świętymi, tworząc synkretyczne formy pogańsko-chrześcijańskie. Jeszcze w XIX wieku żywa była (szczególnie na wsiach) wiara w liczne istoty nadprzyrodzone. Relikty niegdysiejszego systemu wierzeń przetrwały w ramach folkloru, chrześcijaństwa ludowego i zwyczajów ludowych nawet do czasów współczesnych.

### Odrodzenie i współczesność
Wraz z przyjściem epoki romantyzmu i rozwojem wczesnych badań etnograficznych zainteresowanie rodzimymi wierzeniami Słowian zaczęło zataczać coraz szersze kręgi. Po raz pierwszy otwarty postulat powrotu do słowiańskiej wiary postawił Zorian Dołęga-Chodakowski w pracy O Sławiańszczyźnie przed chrześcijaństwem, uważając porzucenie słowiańskiej kultury duchowej za jedną z przyczyn rozbiorów Rzeczypospolitej. W czasach romantyzmu zaczęto spisywać większość ludowych historii, legend i podań, mówiących o wpływie sił nadprzyrodzonych, mistycznej genezie świata i praktykach magicznych.

## Pokrewieństwa i analogie

### Przedindoeuropejskie

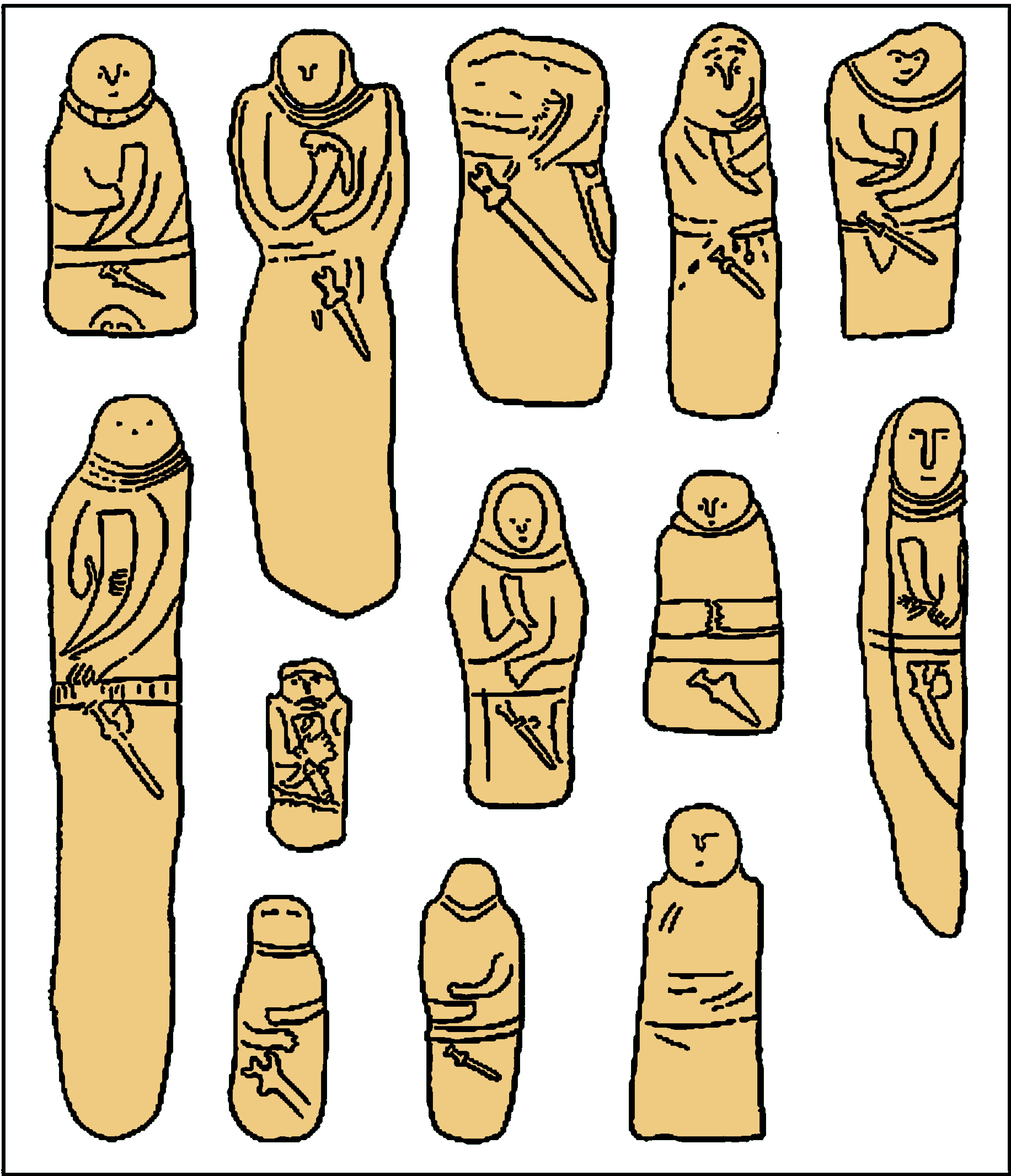
Rzeźby scytyjsko-sarmackie

Judith Kalik i Alexander Uchitel wykazali obecność archaicznych elementów totemizmu w religii Słowian, zachowanych w treści mitów dotyczących legendarnych władców. Pozostałości te, takie jak zwierzęta totemiczne (kruk, łabędź czy orzeł) czy niektóre motywy mityczne (panny-łabędzia), znajdują swoje odpowiedniki wśród wielu ludów nieindoeuropejskich, co wskazuje na ich pochodzenie z czasów przedindoeuropejskich. Zdaniem tych badaczy, słowiańskie kulty totemiczne odróżniają religię Słowian od religii sąsiednich ludów celtyckich, germańskich czy fińskich, podczas gdy najbliższe paralele łączą je z Węgrami, starożytnymi Turkami i ludem Wusun.
Kwestię analogii łączących religię Słowian i religie ludów ałtajskich poruszył także Łukasz Kozak, zwracając uwagę na podobieństwa dotyczące wyobrażeń duchów osób zmarłych, obrzędów czy demonologii. Za najbardziej podobną religię do wiary Słowian uznał on szamanizm jakucki.